# Виці (Західнопоморське воєводство)
Виці (пол. Wicie) — село в Польщі, у гміні Дарлово Славенського повіту Західнопоморського воєводства.
Населення — 59 осіб (2011).
У 1975-1998 роках село належало до Кошалінського воєводства.

## Демографія
Демографічна структура станом на 31 березня 2011 року:
|          | Загалом | Допрацездатний вік | Працездатний вік | Постпрацездатний вік |
| -------- | ------- | ------------------ | ---------------- | -------------------- |
| Чоловіки | 30      | 4                  | 23               | 3                    |
| Жінки    | 29      | 3                  | 21               | 5                    |
| Разом    | 59      | 7                  | 44               | 8                    |